# Ormeniș (okręg Braszów)
Ormeniș (węg. Ürmös) – wieś w Rumunii, w okręgu Braszów, w gminie Ormeniș. W 2011 roku liczyła 1976 mieszkańców.